# Блек Крик (Северна Каролина)
Блек Крик (енгл. Black Creek) град је у америчкој савезној држави Северна Каролина.

## Демографија
По попису из 2010. године број становника је 769, што је 55 (7,7%) становника више него 2000. године.
| Група             | 2000.       | 2010.       |
| Белци             | 544 (76,2%) | 545 (70,9%) |
| Афроамериканци    | 135 (18,9%) | 144 (18,7%) |
| Азијати           | 2 (0,3%)    | 5 (0,7%)    |
| Хиспаноамериканци | 16 (2,2%)   | 65 (8,5%)   |
| Укупно            | 714         | 769         |